# Colt Delta Elite
Le Colt Delta Elite est un pistolet semi-automatique à platine simple action, avec chargement par recul fabriqué par la manufacture d'armes Colt. Cette arme mise en production en 1987 est une modification du pistolet Colt M1911 et est chambrée en 10 mm Auto. Le Colt Delta Elite a essentiellement été vendu sur le marché civil américain. Il existait une version sportive dotée d'une hausse réglable : le Colt Delta Elite Gold Cup. Sa production fut arrêtée vers 1997 avant que Colt ne le réintroduise en 2009.

## Variante et concurrences
Bien que moins populaire que le Colt 1911, le Delta Elite a quelques clones comme les Dan Wesson RZ 10, Auto-Ordnance 1911A1 10 mm ou le Kimber Eclipse. Néanmoins, les PA de 10 mm les plus courants aux États-Unis sont  :
- les Glock 20 et Glock 29 autrichiens,
- et les Tanfoglio TA 95 ou Tanfoglio Force italiens